# Riigikogu
El Riigikogu és l'assemblea legislativa de la República d'Estònia. Tots els fets rellevants de l'Estat han de ser resolt per aquest congrés unicambral, fora de la legislació que redacta. També té com funció designar als més alts càrrecs de l'Estat, com el President del Riigikohus (Cort Suprema), al Primer Ministre, i al President de la República.
La seva tasca s'estén a ratificar els tractats internacionals que imposen modificacions al sistema militar o de propietat, al mateix temps que ha d'aprovar el pressupost anual.

## Història
El 23 d'abril de 1919, la sessió inaugural de l' Assemblea Constituent d'Estònia es considera la data de fundació del Parlament d'Estònia.   Les primeres eleccions al Riigikogu van tenir lloc el 1920. Del 1923 al 1932, hi va haver quatre eleccions més al Riigikogu. Les eleccions van ser regionals, sense cap llindar en les dues primeres eleccions, però a partir del 1926 es va utilitzar un llindar moderat (2%). Les sessions del Riigikogu tenen lloc al castell de Toompea, on es va erigir un nou edifici d'estil expressionista inusual a l'antic pati del castell medieval entre 1920 i 1922.

### Primeres eleccions
La sessió d'obertura de l'Assemblea Constituent Estoniana, 23 d'abril de 1919, és l'aniversari del naixement del Riigikogu. Establert segons la constitució de 1920, el Riigikogu tenia 100 membres elegits per un mandat de tres anys sobre la base de la representació proporcional . Les eleccions es van fixar per al primer diumenge de maig del tercer any del parlament. Les primeres eleccions al Riigikogu va tenir lloc el 1920. De 1920 a 1938, hi va haver cinc eleccions al Riigikogu, però alguns d'elles van ser sobre la base de diferents constitucions. El 1920-1923 hi va haver una llista tancada, mentre que de 1926 a 1934 hi va haver una elecció a llistes obertes. La base de les eleccions de 1932 fou la representació proporcional. Les eleccions van ser sobre una base regional, sense cap límit en les dues primeres eleccions, però a partir de 1926 es va imposar un llindar del 2%.
El 1933 es van aprovar per referèndum esmenes a la primera Constitució, on es va donar més poder a un president executiu. L'any següent, el president va utilitzar aquests nous poders per ajornar el parlament i va declarar la llei marcial per evitar un presumpte cop d'estat. El 1937, es va aprovar una segona constitució per referèndum que va veure la introducció d'una legislatura bicameral, la Cambra de Diputats (Riigivolikogu) i el Consell Nacional (Riiginõukogu). Posteriorment es van celebrar eleccions el 1938, on només es va permetre que es presentessin candidats individuals.

### Divisió
De 1938 a 1940 el Riigikogu es va dividir en dues cambres: La Riigivolikogu (cambra baixa) i el Riiginõukogu (cambra alta). Va ser substituït pel Soviet Suprem de la República Socialista Soviètica d'Estònia (25 d'agost de 1940 - 1990) i el Consell Suprem de la República d'Estònia (8 de maig de 1990 - 29 de setembre de 1992).

### El Castell de Toompea
Des de 1922, els períodes de sessions del Riigikogu han tingut lloc al castell de Toompea, on es va erigir un nou edifici d'estil expressionista i inusual estil modern en l'antic pati del castell medieval el 1920-1922. Durant els períodes posteriors d'ocupació per la Unió Soviètica (1940-41), l'Alemanya Nazi (1941-44) i la segona ocupació soviètica d'Estònia (1944-1991) el Riikpogu va ser dissolt. El castell i la construcció de Riigikogu va ser utilitzat pel Soviet Suprem de l'RSS d'Estònia.

### La independència
El setembre de 1992, un any després que Estònia recuperés la seva independència de la Unió Soviètica, se celebreren les eleccions al Riigikogu d'acord amb la Constitució d'Estònia aprovada l'estiu del mateix any. Segons la Constitució de 1992, el Riigikogu té 101 membres.
L'actual Riigikogu va ser elegit el 4 de març de 2007. Les principals diferències entre aquest sistema i un sistema representatiu és l'establiment del límit del 5% a nivell nacional i l'ús de la regla D'Hondt corregit (el divisor és elevat a la potència 0,9).

## Portaveus parlamentaris

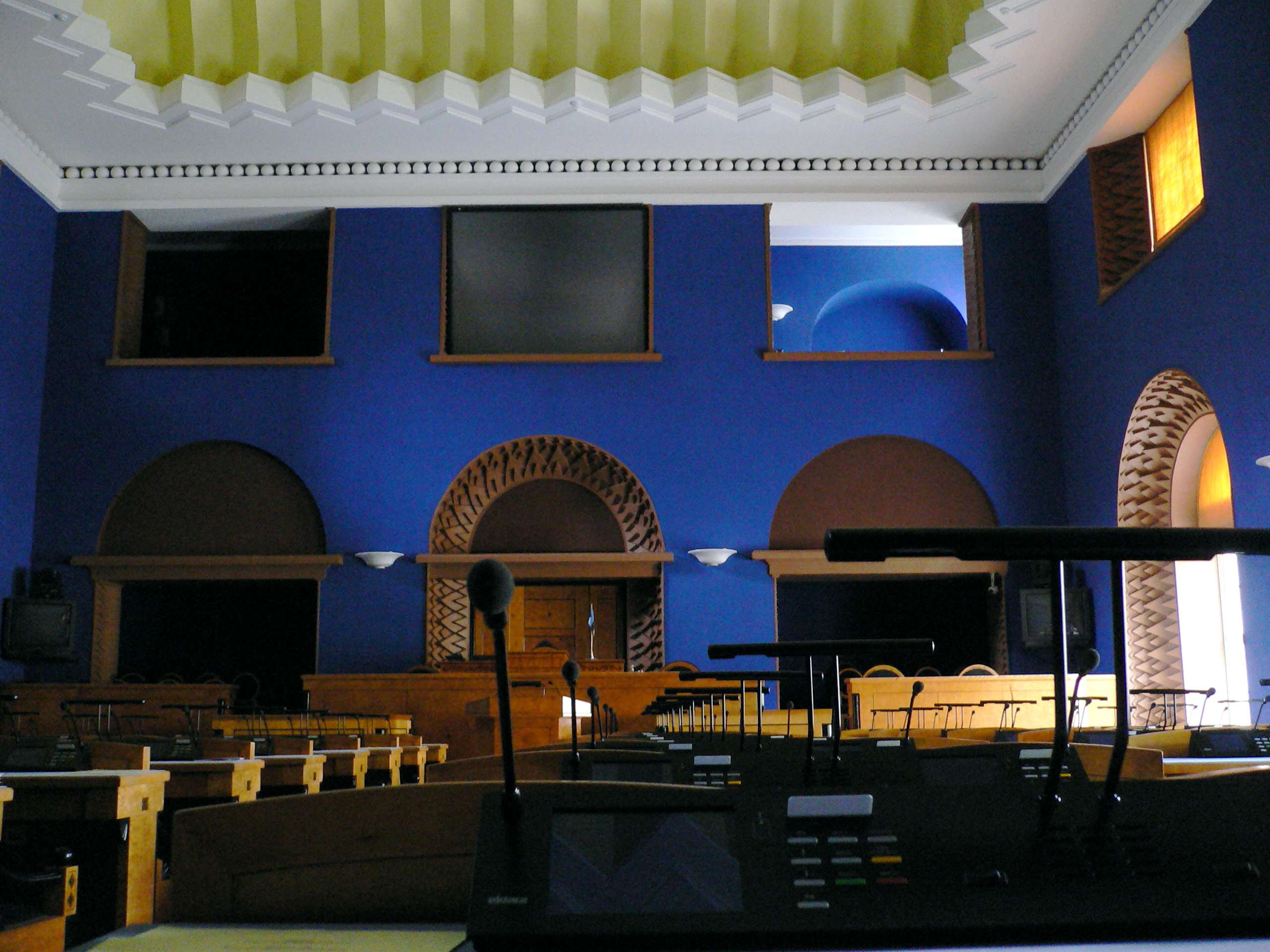
Interior del Riigikogu

### Portaveus del Riigikogu
- Otto Strandmann (4 de gener de 1921 – 18 de novembre de 1921)[4]
- Juhan Kukk (18 de novembre de 1921 – 20 de novembre de 1922)[4]
- Konstantin Päts (20 de novembre de 1922 – 7 de juny de 1923)[4]
- Jaan Tõnisson (7 de juny de 1923 – 27 de maig de 1925)[4]
- August Rei (9 de juny de 1925 – 22 de juny de 1926)[4]
- Karl Einbund (22 de juny de 1926 – 19 de juliol de 1932)[4]
- Jaan Tõnisson (19 de juliol de 1932 – 18 de maig de 1933)[4]
- Karl Einbund (18 de maig de 1933 – 29 d'agost de 1934)[4]
- Rudolf Penno (28 de setembre de 1934 – 21 de desembre de 1937)[4]

### Portaveus del Riigivolikogu (Cambra baixa)
- Jüri Uluots (21 d'abril de 1938 – 12 d'octubre de 1939)[4]Exterior de l'edifici del Riigikohu

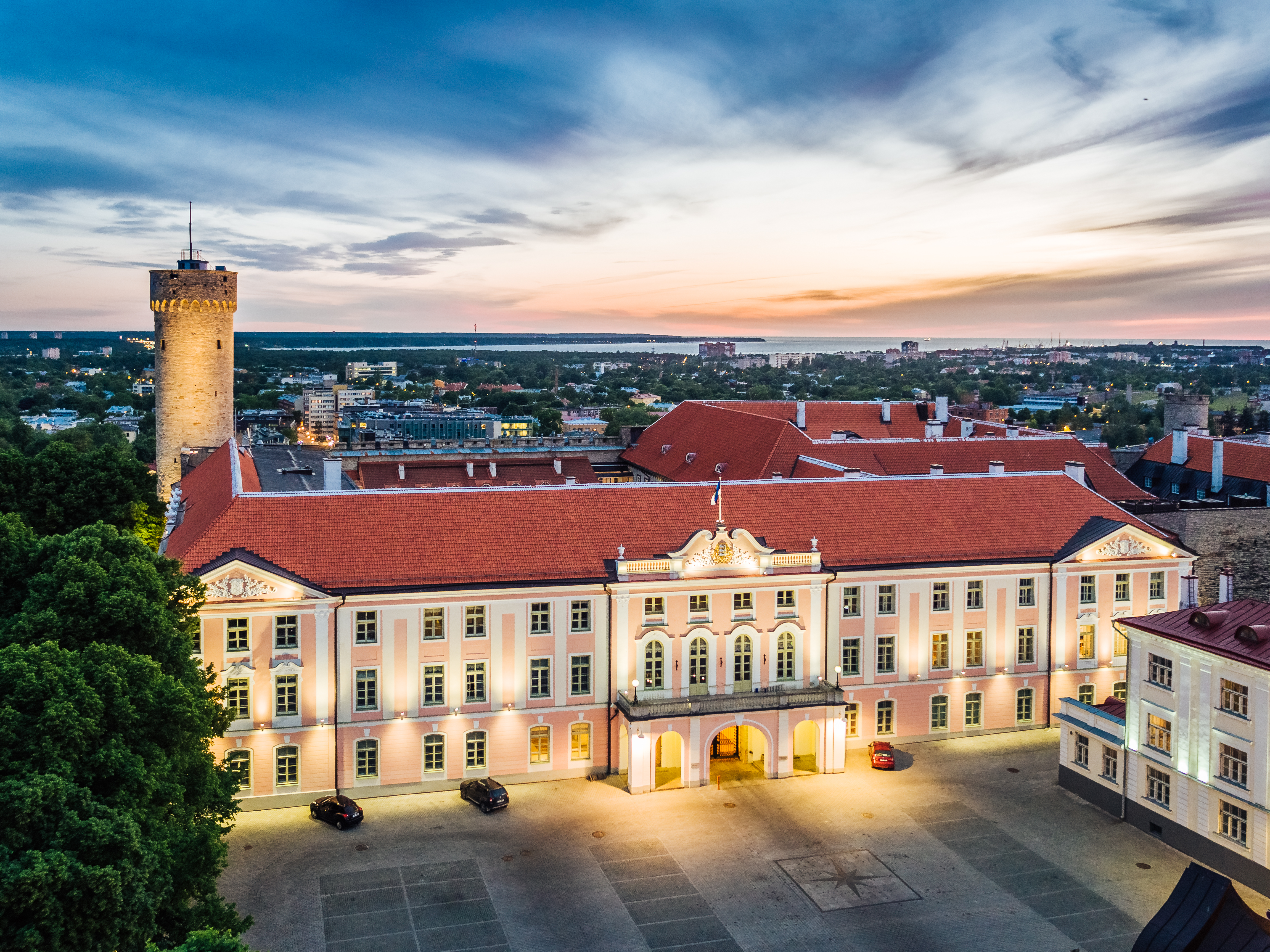
Exterior de l'edifici del Riigikohu

- Otto Pukk (17 d'octubre de 1939 – 5 de juliol de 1940)[4]
- Arnold Veimer (21 de juliol de 1940 – 25 d'agost de 1940)[4]

### Portaveu del Riiginõukogu (Cambra alta)
- Mihkel Pung (21 d'abril de 1938 – 5 de juliol de 1940)[4]

### President del Consell Suprem (1990-1992)
- Arnold Rüütel (29 de març de 1990 – 5 d'octubre de 1992)

### Portaveu del Consell Suprem (1990-1992)
- Ülo Nugis (29 de març de 1990 – 5 d'octubre de 1992)

### Portaveus del Riigikogu (des de 1992)
- Ülo Nugis (21 d'octubre de 1992 – 21 de març de 1995)[4]
- Toomas Savi (21 de març de 1995 – 31 de març de 2003)
- Ene Ergma (31 de març de 2003 – 23 de març de 2006)[4]
- Toomas Varek (23 de març de 2006 – 2 d'abril de 2007)
- Ene Ergma (2 d'abril de 2007 - present